# Pellegrinaio di Santa Maria della Scala

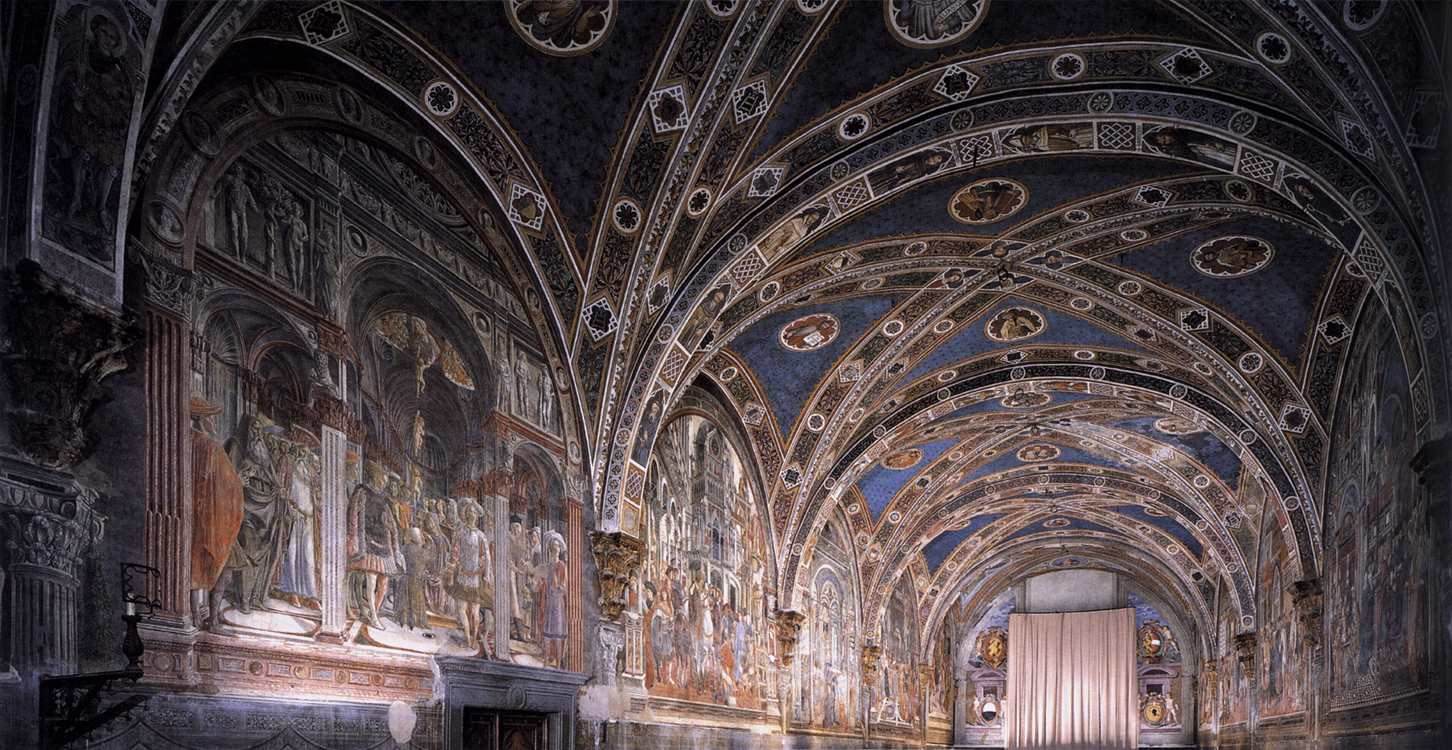
Pellegrinaio di Santa Maria della Scala

Il Pellegrinaio è un ambiente monumentale dell'ex-ospedale di Santa Maria della Scala a Siena. Contiene uno dei più importanti cicli di affreschi del Quattrocento senese, a cui lavorarono Domenico di Bartolo, Pietro d'Achille Crogi, Priamo della Quercia, Lorenzo Vecchietta e, dopo il 1570, Giovanni di Raffaele Navesi; esso illustra la missione dell'ospedale, spesso con scene, uniche in Europa, della vita quotidiana al suo interno, che rappresentano straordinari documenti storici, oltreché artistici.

## Storia

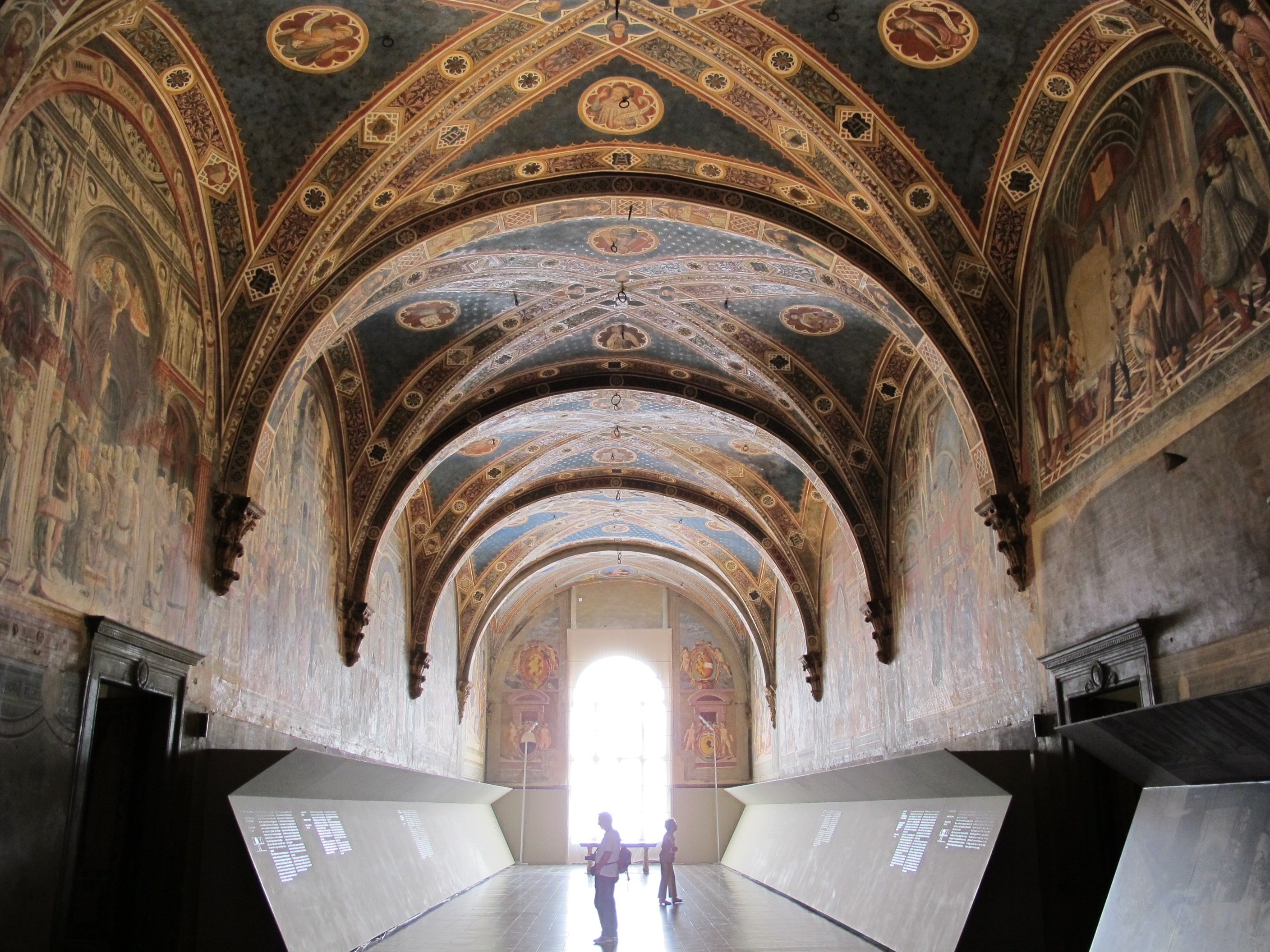
Il pellegrinaio

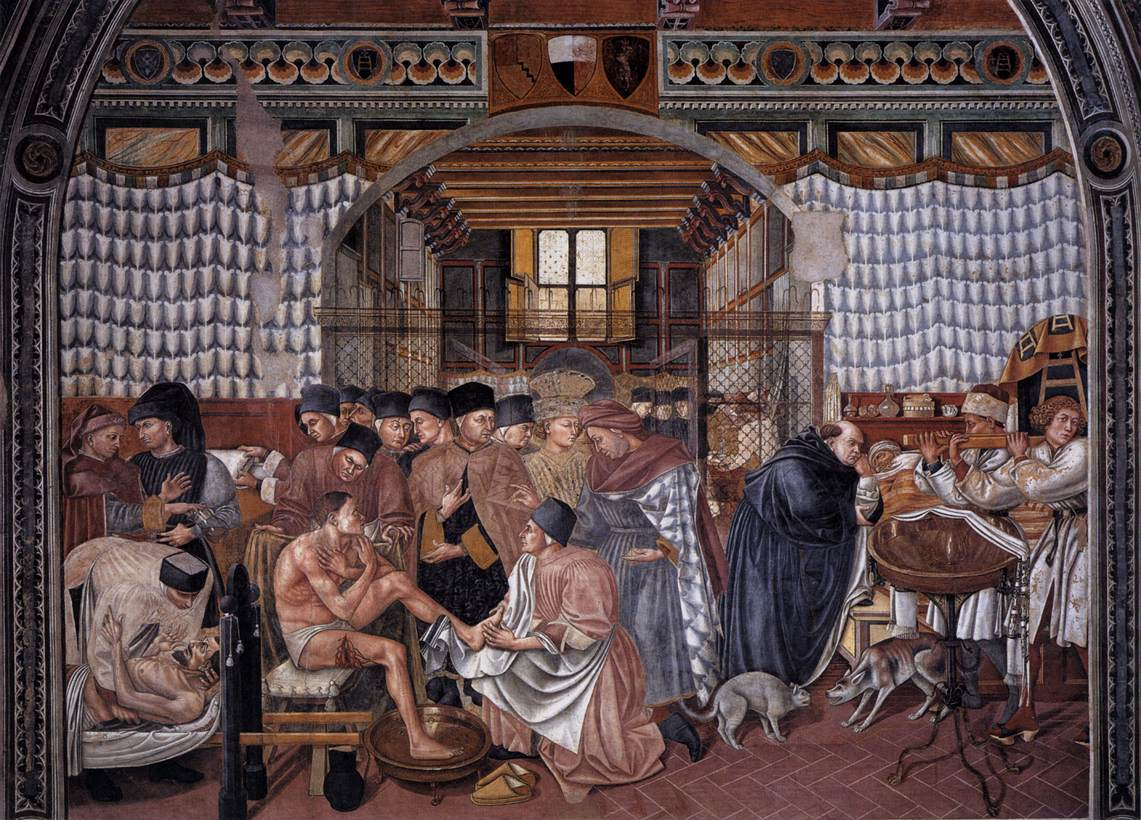
Domenico di Bartolo, Cura degli infermi, dettaglio

L'edificazione di questa grande corsia risale al 1320-1330 circa, anche se l'assetto strutturale pressoché definitivo si ebbe solo intorno al 1380. Agli inizi del Quattrocento venne ristrutturata la pericolante volta, allora in legno, e sostituita con quella attuale. L'ambiente rivestiva un'importanza particolare, sia perché al centro del complesso, sia per la particolare cura riservata all'ospitalità dei pellegrini di passaggio sulla Francigena diretti a Roma o di ritorno: i Senesi sapevano bene che proprio tale flusso aveva innescato la fortuna cittadina, facendovi transitare un numero straordinario di persone (e quindi di beni e capitali) proprio da quando era stata deviata, nell'Alto Medioevo, la via Cassia.
La decorazione ad affresco subì varie fasi. Inizialmente vi si trovavano delle Storie di Tobia (delle quali restano alcune tracce nella prima campata) realizzate prima del 1440 da Lorenzo Vecchietta e Luciano di Giovanni da Velletri; Poco tempo dopo questa decorazione venne già ritenuta insufficiente a rappresentare l'immagine dell'ospedale, che nel frattempo stava acquisendo sempre più prestigio e potere. Il rettore Giovanni di Francesco Buzzichelli, durante il suo mandato dal 1434 al 1444, ideò allora un nuovo programma iconografico, imprimendo anche un significativo cambiamento in senso fortemente umanistico, con nuove composizioni governate da una rigorosa prospettiva, rivoluzionaria in un'epoca in cui tali novità non erano pienamente assimilate nemmeno a Firenze.
L'ultima campata vicino alla grande finestra che si affaccia sulla sottostante vallata – il Fosso di Sant'Ansano – fu aggiunta nella seconda metà del Cinquecento, come anche la relativa decorazione delle due pareti laterali, della controfacciata e del soffitto.

## Descrizione
Il pellegrinaio è composto da sei campate, di cui la prima decorata frammentariamente e l'ultima risalente, come si è già accennato, al 1570 circa con affreschi aggiunti coevamente. L'architettura è composta da volte a crociera a tutto sesto, poggiano su peducci con originali capitelli corinzi a ceppo, di evidente influenza oltremontana, come peraltro la struttura longitudinale della sala.

### Affreschi
Il ciclo affrescato si trova sulle quattro campate centrali del Pellegrinaio, anche se nella prima rispetto alla piazza si possono intravedere ancora alcune tracce di affresco, da riferire probabilmente a precedenti dipinti raffiguranti le Storie di Tobia del Vecchietta e di Luciano di Giovanni da Velletri.
Il soggetto degli affreschi era la storia e la missione dell'ospedale, rappresentata con un modello di riferimento che non era più costituito quello dei cicli religiosi su più registri, ma piuttosto quello delle composizioni profane che prevalentemente illustravano cicli cavallereschi o comunque storie "civili" nelle pareti delle sale di rappresentanza delle dimore private o nei saloni dei palazzi pubblici. Questa revisione in chiave rinascimentale voleva svincolare i soggetti degli affreschi dalle tematiche religiose e concentrare l'attenzione sull'illustrazione dei miti laici della fondazione dell'istituzione o sulla realistica rappresentazione delle opere di pietà che quotidianamente ne contraddistinguevano la vita.
Lo stesso uso della prospettiva, che crea fondali fantasiosi ma realistici, fu una scelta fortemente innovativa, anticipatrice addirittura rispetto ai fiorentini, che l'avevano inventata circa venticinque anni prima ma che, a dispetto dei primi pionieri, faticava a radicarsi.
Le volte invece furono affrescate dal bolognese Agostino di Marsilio con santi (negli arconi) e profeti (nelle vele), tra il 1440 e il 1462. L'ultima campata è cinquecentesca anche nella volta. 
| Campata | IMG | Affresco                                                         | Autore                                               | Anno            | Descrizione |
| ------- | --- | ---------------------------------------------------------------- | ---------------------------------------------------- | --------------- | --- |
| 2 dx    |     | Storia del Beato Sorore                                          | Lorenzo Vecchietta                                   | 1441 circa      | Nell'affresco il pittore ha raffigurato il sogno della madre del mitico fondatore dello Spedale (Sorore) la quale, prima ancora della nascita, avrebbe previsto la caritatevole vocazione del figlio e la sua responsabilità nella fondazione della prestigiosa istituzione ospedaliera. I bambini abbandonati alle cure dell'ospedale, i “gettatelli”, sono raffigurati mentre stanno salendo una scala, fino a giungere al cospetto della Madonna, in modo da sottolineare l'educazione religiosa impartita al Santa Maria. Nella parte destra Sorore viene infatti ritratto nel momento in cui gli viene affidato il primo “gettatello”. Oltre a Masolino i riferimenti del Vecchietta per questo dipinto sono da ricercare nell'ambito della cultura fiorentina di primo Quattrocento in generale e in quella di Paolo Uccello e di Masaccio in particolare. Questa fu l'unica scena realizzata dal Vecchietta per il ciclo del Pellegrinaio; il pittore continuò comunque a lavorare per la committenza dell'ospedale e in particolare si occupò della decorazione del ciclo della Sagrestia Vecchia. |
| 3 dx    |     | Costruzione delle mura dello spedale                             | Domenico di Bartolo                                  | 1442-1443       | Il pittore iniziò il proprio lavoro sulla parete opposta, subentrando probabilmente al Vecchietta quando quest'ultimo interruppe la decorazione del Pellegrinaio. Questa scena della “limosina”, rappresenta il fastoso corteo con al centro il vescovo a cavallo che sta per travolgere uno dei maestri che attendono al cantiere dell'ospedale. Di particolare interesse è proprio la minuziosa indagine sulla organizzazione di quest'ultimo, posto sulla destra, e l'aggiornato repertorio dell'abbigliamento dei personaggi. Il gigantesco edificio centrale e le altre architetture sembrano invece ostentare un repertorio di elementi ancora gotici uniti ad altri tipicamente rinascimentali, frutto forse di una qualche suggestione ricevuta dal pittore nei cantieri del nord. |
| 4 dx    |     | Investitura del rettore dell'ospedale                            | Priamo della Quercia                                 | 1442            | L'episodio rappresenta l'investitura del rettore dell'ospedale da parte del beato Agostino Novello, ritenuto tradizionalmente l'autore del primo statuto del Santa Maria della Scala, redatto nel 1305. L'ospedale in realtà già da molto tempo eleggeva i propri rettori e quindi la raffigurazione è da ritenere puramente simbolica e tesa a rappresentare degnamente la figura, divenuta immediatamente popolarissima, di questo celebre beato senese legato all'ospedale. L'affresco di Priamo della Quercia - una delle poche opere conosciute del pittore - fratello del grande scultore Jacopo, è il più modesto dell'intero ciclo del Pellegrinaio. Il pittore cercò infatti di adeguare il proprio timbro alle novità rinascimentali di Domenico di Bartolo e del Vecchietta. La scena dell'investitura si svolge di fronte al Duomo - ben visibile sul fondo - entro un loggiato rinascimentale, alla presenza, oltreché del rettore investito con l'ampio mantello, di un personaggio sulla sinistra vestito sontuosamente che potrebbe essere identificato o nell'imperatore Sigismondo che soggiornò a lungo a Siena nel 1432 o, più probabilmente, nell'imperatore greco Giovanni Paleologo che partecipò con il suo seguito al concilio di Firenze del 1439. |
| 5 dx    |     | Celestino III concede privilegi di autonomia all'ospedale        | Domenico di Bartolo                                  | 1442-1444       | La scena rappresenta uno dei momenti fondamentali della vita dell'istituzione ospedaliera senese e precisamente quello della risoluzione - anche se temporanea - della “vertenza” tra i canonici della cattedrale e i frati laici che quotidianamente operavano, con dedizione assoluta, all'interno dell'ospedale. Celestino III attraverso una sua bolla dette infatti ragione ai laici (1193), consentendo loro di dare nuovo impulso, autonomia, migliore organizzazione all'ospedale, oltre alle possibilità di eleggersi il rettore. Anche per questa scena Domenico di Bartolo preferì uno spazio non precisamente identificabile nonostante gli evidenti riferimenti al pavimento del Duomo di Siena e una serie di elementi architettonici che richiamano direttamente i balconi e le case del Buongoverno di Palazzo Pubblico. L'artista sembrò puntare particolarmente l'attenzione sui caratteri dei vari personaggi - fortemente connotati e quindi probabilmente contemporanei al pittore - e sull'abbigliamento raffinato, prezioso e soprattutto rigorosamente alla moda del tempo. L'affresco, potrebbe anche fare riferimento a un avvenimento contemporaneo, ossia la presenza a Siena, da marzo a settembre 1443, del pontefice Eugenio IV con tutta la curia, ospite in un palazzo adiacente a Santa Maria della Scala. Sono stati letti alcuni frammenti (che sembravano compromessi) del cartiglio tenuto in mano dal papa, che documenta parte di una preghiera per la festa dell'Annunziata, ricorrenza importantissima per l'ospedale, celebrata due settimane dopo l'arrivo di Eugenio IV a Siena. |
| 6 dx    |     | Pagamento dei baliatici con il grano                             | Pietro d'Achille Crogi e Giovanni di Raffaele Navesi | 1575-1577 circa | A causa del prolungamento del Pellegrinaio verso valle furono distrutti gli affreschi della parete della finestra, realizzati da Pietro di Giovanni d'Ambrogio nel 1440. Tra il 1575 e il 1577, i due pittori chiamati dall'ospedale anche per lavori minori della chiesa e in altri ambienti, furono incaricati della decorazione dell'ultima campata. Pur non essendo di qualità particolarmente elevata, due dipinti - realizzati a quattro mani - risultano di un certo interesse sotto il profilo iconografico. Raffigurano infatti il momento del pagamento del salario alle balie che allattano i “gettatelli” dell'ospedale, corrisposto attraverso una certa quantità di grano proveniente dalle “grance” o attraverso il denaro che i tesorieri provvedevano puntualmente ad annotare nei registri dell'ospedale. L'allungamento delle figure, le grandi architetture e l'impianto compositivo generale del Navesi e del Crogi, richiamano direttamente la pittura tardomanierista fiorentina e il loro intento sembra quello di amplificare scenograficamente l'opera ospitaliera in favore dei bambini abbandonati. |
| 6 sx    |     | Pagamento dei baliatici con il denaro                            | Pietro d'Achille Crogi e Giovanni di Raffaele Navesi | 1575-1577 circa | A causa del prolungamento del Pellegrinaio verso valle furono distrutti gli affreschi della parete della finestra, realizzati da Pietro di Giovanni d'Ambrogio nel 1440. Tra il 1575 e il 1577, i due pittori chiamati dall'ospedale anche per lavori minori della chiesa e in altri ambienti, furono incaricati della decorazione dell'ultima campata. Pur non essendo di qualità particolarmente elevata, due dipinti - realizzati a quattro mani - risultano di un certo interesse sotto il profilo iconografico. Raffigurano infatti il momento del pagamento del salario alle balie che allattano i “gettatelli” dell'ospedale, corrisposto attraverso una certa quantità di grano proveniente dalle “grance” o attraverso il denaro che i tesorieri provvedevano puntualmente ad annotare nei registri dell'ospedale. L'allungamento delle figure, le grandi architetture e l'impianto compositivo generale del Navesi e del Crogi, richiamano direttamente la pittura tardomanierista fiorentina e il loro intento sembra quello di amplificare scenograficamente l'opera ospitaliera in favore dei bambini abbandonati. |
| 5 sx    |     | Governo e cura degli infermi                                     | Domenico di Bartolo                                  | 1440-1441       | Tra tutti gli affreschi del Pellegrinaio questo è senz'altro il più conosciuto e quello che forse meglio illustra l'attività svolta all'interno dell'ospedale. La critica ha identificato nei due ambienti che si incrociano al centro della scena le attuali sale del Passeggio e di San Pio. Attraverso una attenta lettura di questo dipinto gli studiosi hanno potuto fornire una puntuale ricostruzione di alcuni ambienti dell'ospedale, documentandone minuziosamente la vita quotidiana, scandita fin dall'inizio del Trecento dalle rigorose disposizioni statutarie. Al centro sono posti il rettore, i frati dell'ospedale e, al loro fianco, il chirurgo. Sulla sinistra è invece rappresentata la medicina fisica con un assistente che sta adagiando un malato sulla barella e due medici che si stanno consultando sulle urine contenute nel recipiente di vetro. Al centro, più in basso, un giovane ferito a una coscia viene lavato da un inserviente prima dell'intervento. Sulla destra un monaco sta confessando un paziente, mentre due inservienti stanno trasportando una barella. |
| 4 sx    |     | Distribuzione delle elemosine                                    | Domenico di Bartolo                                  | 1441            | L'affresco testimonia un'altra delle disposizioni statutarie trecentesche dell'ospedale: la distribuzione dei pani ai poveri e ai pellegrini. La scena si svolge all'interno della chiesa della Santissima Annunziata e anche in questo caso la puntualità di Domenico di Bartolo nella descrizione degli ambienti e dei particolari è sistematica, tanto da consentire una precisa ricostruzione sia di altri interni del Santa Maria, sia di importanti dettagli della facciata della cattedrale e della residenza vescovile. La distribuzione del pane e la vestizione dell'ignudo sintetizzano bene la caritatevole opera svolta dall'ospedale, con al centro della scena un giovane che sta indossando l'abito che gli viene donato e con un oblato che invece sta consegnando il pane ai fanciulli, ai pellegrini e ai mendicanti. Nella scena è inoltre presente il rettore che si sta togliendo il cappello di fronte all'elegante personaggio che sulla destra assiste alla scena. |
| 3 sx    |     | Accoglienza, educazione e matrimonio di una figlia dello spedale | Domenico di Bartolo                                  | 1441-1442       | La scena testimonia ulteriormente delle attività svolte dall'ospedale e regolate dallo statuto trecentesco: l'accoglienza, la cura, l'istruzione e il matrimonio dei bambini abbandonati. L'ospedale infatti non si limitava ad accogliere i “gettatelli” ma intendeva seguirli per tutta la vita, offrendo loro la possibilità di scegliere se dedicarsi al prossimo o di formarsi una famiglia fuori e inserirsi quindi a pieno titolo nella società. La scena illustra i vari momenti della vita dei fanciulli, da quando vengono accolti dalle forti braccia delle balie, allo svezzamento, all'istruzione - si noti sulla sinistra il severo atteggiamento del maestro - al gioco (in primo piano sempre sulla sinistra), fino al momento del matrimonio (in questo caso celebrato con abbigliamenti raffinati e degni di una scena di corte). Domenico di Bartolo qui non si limitò alla consueta analisi dei particolari, ma ribadì la lezione fiorentina di primo Rinascimento e le sue eleganti suggestioni cromatiche per la pittura “settentrionale”. |
| 3 sx    |     | Pranzo dei poveri                                                | Domenico di Bartolo                                  | 1443-1444       | L'apertura di una finestra (ora tamponata) proprio al centro della lunetta ha purtroppo deturpato quest'ultimo affresco del ciclo. Come le altre scene della stessa parete, il dipinto illustra un'ulteriore disposizione statutaria dell'ospedale, e cioè l'ospitalità agli uomini anziani della città e del contado. Anche in questa occasione Domenico di Bartolo si soffermò sul raffinato abbigliamento di alcuni personaggi, sui vari particolari della mensa e sulla impostazione prospettica fortemente centralizzata, sottolineata da eleganti colonne, capitelli, arconi e cornici. |